# Ильинское (Калининградская область)
Ильи́нское (до 1946 — Кассубен (нем. Kassuben)) — посёлок в Нестеровском районе Калининградской области. Входит в состав Чистопрудненского сельского поселения.

## История
В 1908 году в Кассубене была построена кирха.
Во время Первой мировой войны в августе 1914 года район Кассубена оказался в зоне боевых действий.
В 1910 году население Кассубена составляло 225 жителей, в 1933 году — 241 житель, в 1939 году — 243 жителей.
17 октября 1944 года Кассубен был взят воинами 25-й танковой бригады 2-го гвардейского Тацинского танкового корпуса.
20 октября 1944 года западнее населенного пункта Кассубен погиб в бою заместитель командира 2-го гвардейского Тацинского танкового корпуса по строевой части гвардии полковник Нестеров Степан Кузьмич.
В 1946 году Кассубен был переименован в поселок Ильинское.

## Население
| 1910 | 1933 | 1939 | 2002 | 2010 |
| ---- | ---- | ---- | ---- | ---- |
| 225  | ↗241 | ↗243 | ↘174 | ↘161 |